# Universidad de Mesina
La Universidad de Mesina (en italiano, Università degli Studi di Messina, UNIME) fue fundada en 1548 por Ignacio de Loyola convirtiéndose en el primer colegio de jesuitas. En el español Reino de Sicilia.
Actualmente, la actividad docente se reparte en 11 facultades que ofrecen una centena de cursos de pregrado. 

## Organización
La universidad está dividida en 11 facultades:
- Facultad de Veterinaria
- Facultad de Medicina y Cirugía
  - Policlínico Universitario "Gaetano Martino"
- Facultad de Farmacia
- Facultad de Ciencias Matemáticas, Físicas y Naturales
  - Jardín Botánico "Pietro Castelli"
- Facultad de Ingeniería
- Facultad de Filosofía y Letras
- Facultad de Ciencias de la Formación
- Facultad de Ciencias Políticas
- Facultad de Derecho
- Facultad de Economía
- Facultad de Ciencias Estadísticas

## Rectores
- 2013 - Pietro Navarra
- 2004 - 2013 Francesco Tomasello
- 1998 - 2004 Gaetano Silvestri
- 1995 - 1998 Diego Cuzzocrea
- 1983 - 1995 Guglielmo Stagno d'Alcontres
- 1975 - 1983 Gaetano Livrea
- 1957 - 1975 Salvatore Pugliatti
- 1943 - 1954 Gaetano Martino
- 1940 - 1943 Salvatore Sgrosso
- 1939 - 1940 Salvatore Maggiore
- 1935 - 1939 Gaetano Vinci
- 1932 - 1935 Emanuele Oliveri
- 1928 - 1932 Gaetano Vinci
- 1911 - 1928 Giovanni Battista Rizzo
- 1909 - 1911 Giuseppe Oliva
- 1900 - 1908 Vittorio Martinetti
- 1896 - 1897 Giacomo Macrì
- 1895 - 1896 Ettore Stampini
- 1893 - 1894 Giuseppe Fraccaroli
- 1891 - 1893 Gianantonio Maggi
- 1884 - 1891 Giuseppe Oliva